# Berthold V. (Andechs)

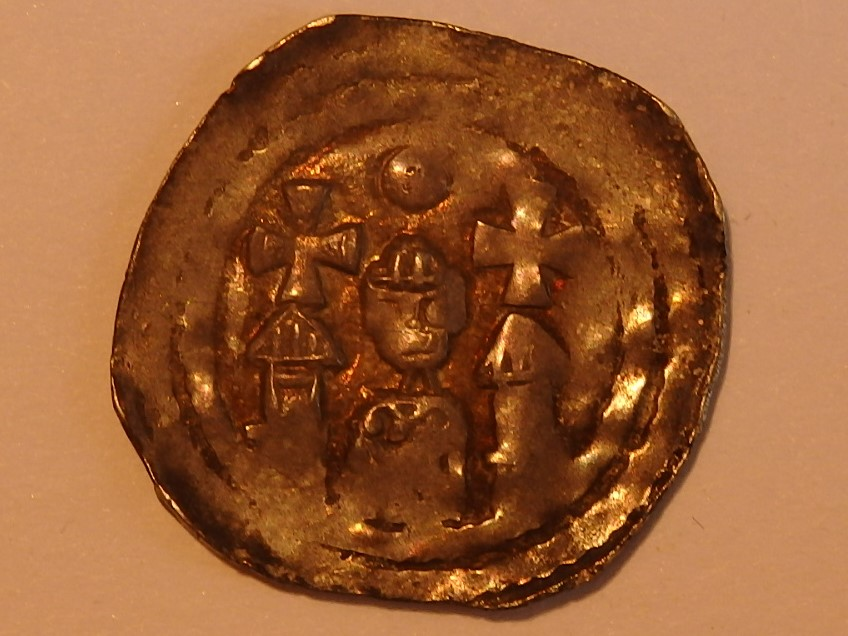
Unter Patriarch Berthold (1218–1251) geprägter Pfennig

Berthold V. von Andechs oder auch Berthold von Aquileia (* um 1180 in Bamberg; † 23. Mai 1251) war Graf von Andechs-Meranien, Erzbischof von Kalocsa, vor allem aber von 1218 bis 1251 Patriarch von Aquileia.

## Leben
Berthold wurde um 1180 als Sohn von Berthold IV. von Andechs und dessen Ehefrau Agnes von Rochlitz geboren. Er stammte aus dem Adelsgeschlecht Andechs. Zu seinen Geschwistern zählten die Heilige Hedwig von Andechs, Königin Gertrud von Ungarn sowie Bischof Eckbert von Bamberg.
1203 begann Berthold seine geistliche Laufbahn und wurde Dompropst in Bamberg. Auf Betreiben seiner Schwester Gertrud von Andechs, die den späteren König Andreas II. von Ungarn geheiratet hatte, erlangte Berthold am Hof seines Schwagers großen Einfluss. So wurde er 1206 von Andreas zum Erzbischof von Kalocsa in Südungarn ernannt. Papst Innozenz III. bestätigte die Wahl allerdings erst 1212, da Berthold weder über das vorgeschriebene Alter noch über die erforderlichen Erfahrungen verfügte. Vermutlich aus diesem Grund begab sich Berthold zum weiteren Studium nach Vicenza. Nach seiner Rückkehr aus Italien wurde Berthold 1209 zum Ban von Kroatien, Dalmatien und Slavonien ernannt. 1212 wurde Berthold sogar zum Woiwoden von Siebenbürgen und zum Stellvertreter des Königs ernannt.
Der ungarische Adel, der über die Bevorzugung Bertholds und anderer deutscher Günstlinge durch den ungarischen König empört war, zettelte 1213 eine Verschwörung an. Der einheimische Adel nutzte die Abwesenheit Andreas’, der sich auf einem Feldzug in Halytsch befand, um das Gefolge von Königin Gertrud zu überfallen, das gerade eine Jagd veranstaltete. Während Gertrud und einige ihrer Anhänger ermordet wurden, konnte Berthold verletzt entkommen.
Als der Patriarch von Aquileia Wolfger von Erla starb, wurde Berthold am 10. Februar 1218 von Papst Honorius III. zu dessen Nachfolger ernannt. 1238 verlegte er den Sitz des Patriarchenstaats von Cividale del Friuli nach Udine und initiierte um 1245 den Bau der heutigen Kathedrale von Udine. Berthold betrieb während seiner Amtszeit eine intensive Territorialpolitik und festigte die Macht des Patriarchenstaats. Bei seinen Bestrebungen wurde er vom römisch-deutschen Kaiser Friedrich II. unterstützt, der in ihm einen Verbündeten gegen die feindlichen lombardischen Städte sah.
Als es zum Konflikt zwischen Papst Gregor IX. und Friedrich II. kam, der 1239 vom Papst gebannt wurde, wurde Berthold aufgrund seiner Kaisertreue zunächst ebenfalls exkommuniziert. Erst nach der Intervention von König Andreas II. von Ungarn wurde die Exkommunikation Bertholds 1241 aufgehoben. Berthold trat in Folge vermehrt als Vermittler zwischen Kaiser und Papst auf.
Mit Bertholds Tod am 23. Mai 1251 endete die langjährige Zeit, in der deutsche Adelige das Amt des Patriarchen von Aquileia bekleideten. Ebenso erlosch mit seinem Tod das Haus Andechs-Meranien im Mannesstamm.